# Groote Peel
Groote Peel este o arie protejată (arie specială de conservare — SAC, sit de importanță comunitară — SCI, arie de protecție specială avifaunistică — SPA) din Țările de Jos întinsă pe o suprafață de 1.348 ha, integral pe uscat.

## Localizare
Centrul sitului Groote Peel este situat la coordonatele 51°20′47″N 5°49′04″E / 51.3465°N 5.8178°E.

## Înființare
Situl Groote Peel a fost declarat arie de protecție specială avifaunistică în noiembrie 1986 pentru a proteja 8 specii de animale. Alte tipuri de protecție:
- sit de importanță comunitară (în decembrie 1996)
- arie specială de conservare (în septembrie 2009)[2][4][5]

## Biodiversitate
Situată în ecoregiunea atlantică, aria protejată conține 2 habitate naturale: Pajiști uscate europene, Mlaștini oligotrofe degradate, capabile încă de regenerare naturală.
La baza desemnării sitului se află mai multe specii protejate:
- păsări (8): gâscă de semănătură (Anser fabalis), cocor (Grus grus), gușă albastră (Luscinia svecica), corcodel-cu-gât-negru (Podiceps nigricollis), cresteț pestriț (Porzana porzana), mărăcinar negru (Saxicola torquatus), corcodel mic (Tachybaptus ruficollis), gârliță mare (Anser albifrons)